# Fibröse Dysplasie
Die Fibröse Dysplasie (FD) ist eine angeborene Störung der Ossifikation. Durch die minderwertige Substantia compacta ist der Knochen aufgetrieben, verformt und bruchgefährdet. Eine andere Bezeichnung der (polyostotischen) FD ist Morbus Jaffé-Lichtenstein. Die Fibröse Dysplasie kommt auch im Rahmen eines McCune-Albright-Syndroms (in Verbindung mit Pubertas praecox und Pigmentstörungen) vor. Albrights Patient starb 1940 im Alter von 10 Jahren.
Vor der Schlesischen Gesellschaft für vaterländische Kultur berichtete Weil am 28. Juli 1922 über ein 9 Jahre altes Mädchen mit vorzeitiger Pubertät, brüchigen Knochen und dermaler Pigmentation.

## Natur
„A benign condition presumably developmental in nature, characterized by the presence of fibrous connective tissue with a characteristic whorled pattern and containing trabeculae of immature non-lamellar bone.“

Wichtig ist die Unterscheidung von polyostotischen und monostotischen Formen. Der typische Befall mehrerer oder aller Knochen ist eine gravierende und unheilbare Erkrankung. Dagegen ist der Einzelbefall meistens ein Zufallsbefund bei Erwachsenen; man kann abwarten oder kürettieren.

## Symptome und Begleiterkrankungen

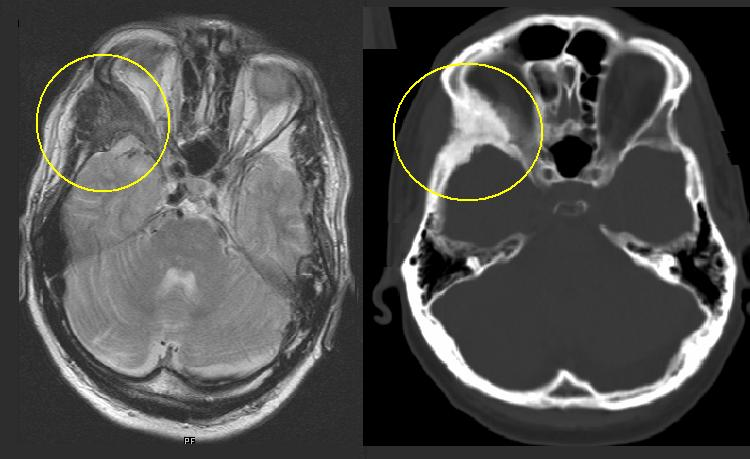
Fibröse Dysplasie des Jochbeines (markiert). Korrespondierende T2-gewichtete Kernspintomographie (links) und CT (rechts) desselben Patienten.

Die FD kann mit Myxomen der Skelettmuskulatur (Mazabraud-Syndrom) oder Funktionsstörungen von Herz, Leber, Bauchspeicheldrüse, Schilddrüse oder anderen Organen einhergehen.
Durch den verstärkten Knochenumbauprozess ist die FD oft mit einem erhöhten Wert der alkalischen Phosphatase im Blut sowie Hydroxyprolin bzw. Desoxypyridinolin im Urin verbunden. Kontrollen erlauben eine gewisse Verlaufsbeurteilung der FD.

## Ursachen

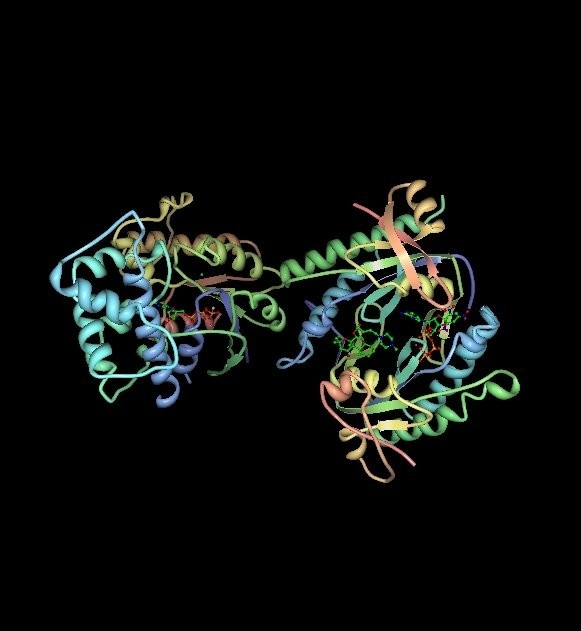
Komplex des G_{s}-Proteins (2GVD). Der α-Abschnitt, der bei einer FD verändert ist, befindet sich unten rechts.

Die FD wird durch eine nichtvererbbare Mutation des G-Proteins ausgelöst (im α-subunit). Die Mutation befindet sich im Gen GNAS (oder auch Gsα-Gen) des 20. Chromosoms. G-Proteine sind im Stoffwechsel der Zellen für die Signalweiterleitung extrem wichtig. Durch die Mutation kommt es zu einer Überaktivierung des Enzyms Adenylylcyclase, das die Katalyse von ATP zu cAMP steuert (das ist dann der eigentliche Signalübertragungsprozess). cAMP regelt z. B. die Herzfrequenz, Relaxation der glatten Muskulatur, die Wirkung von zahlreichen Hormonen und eben auch die Knochenzellen, die für den Aufbau von Knochen verantwortlich sind (Osteoblasten). Der Grund für diese Mutation ist noch unbekannt. Sie kann bereits im Föten-Stadium während der Schwangerschaft auftreten (dann treten die Symptome bereits im Kindes- und Jugendalter auf) oder auch erst später, nach der Geburt. Da die FD sehr stark mit Hormon- und anderen Zellstoffwechselprozessen verbunden ist, kann sie nach der Pubertät aufhören. An den eingetretenen Deformitäten ändert das nichts.
Der Gendefekt betrifft nur Körperzellen, nicht die Keimzellen (das erste nennt man dann somatische Mutation, dagegen bei Keimzellen gametische Mutation). Das heißt, der Gendefekt kann nicht an die Nachkommen weitergegeben werden. Findet die auslösende Mutation während der frühen embryonalen Entwicklung in der Zellmasse statt, kommt es vermutlich zum McCune-Albright-Syndrom; Mutation zu einem späteren Zeitpunkt der embryonalen Entwicklung löst vermutlich die polyostotische FD aus. Und eine Mutation nach der Geburt (im Kindes- oder gar Erwachsenenalter) wird für die monostotische FD verantwortlich gemacht. Je nachdem, wo die Mutation in der Zellmasse während der embryonalen Entwicklung stattfindet, gibt es später in diesen Körperregionen die Krankheit.

## Diagnose

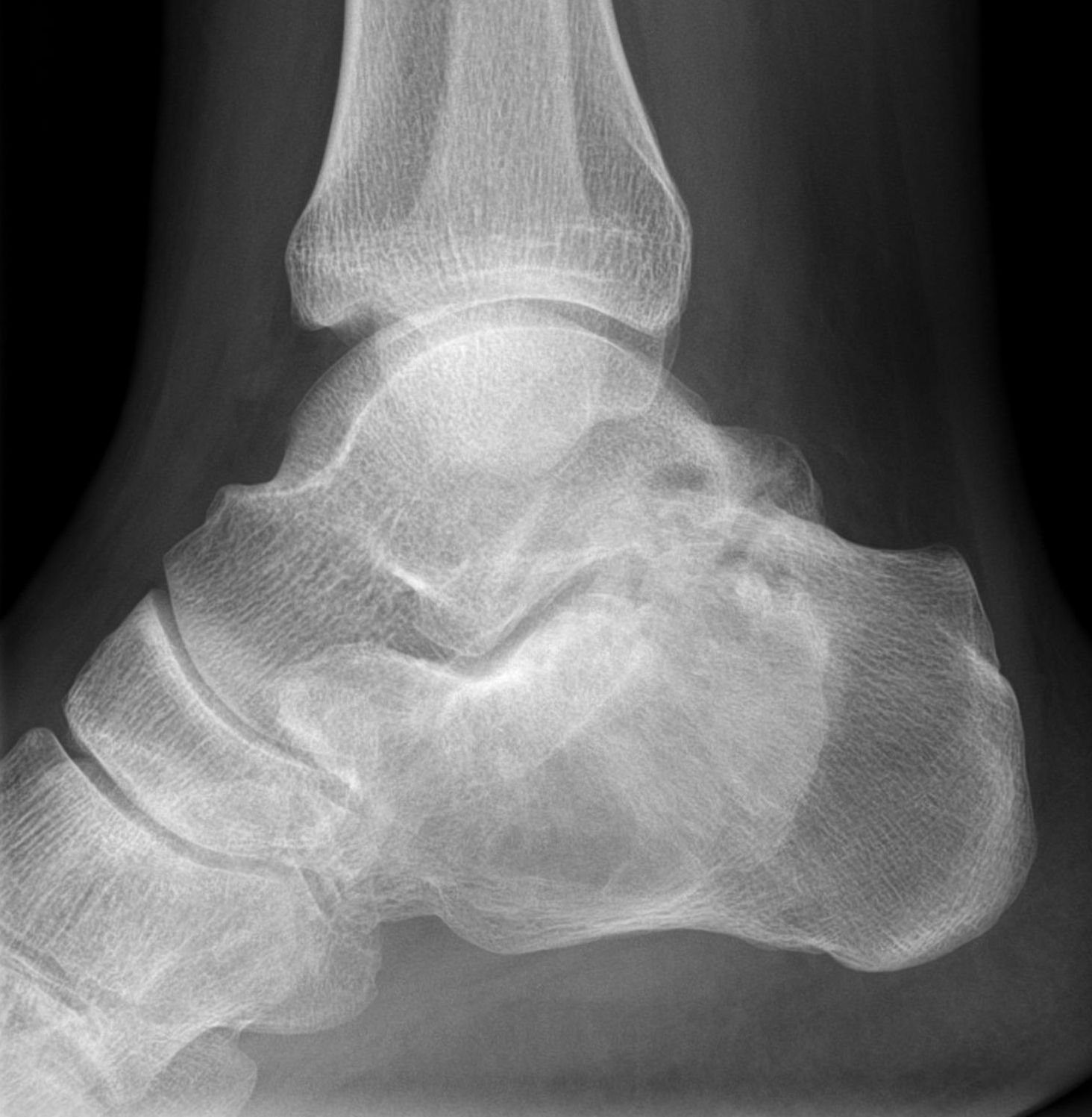
Fibröse Dysplasie im Fersenbein bei einem Patienten mit bekannter polyostotischer fibröser Dysplasie. Typische Darstellung im Röntgenbild mit milchiger, strukturloser Verdichtung.

Die polyostotische FD ist klinisch und röntgenologisch auf den ersten Blick zu erkennen. Die befallenen Knochenbereiche weisen ein charakteristisches, milchglasartiges und unscharf begrenztes Erscheinungsbild im Röntgen oder CT auf. Eine Biopsie ist unnötig und erhöht die Bruchgefahr.

## Behandlung
Bisphosphonate (Risedronate, Zoledronate) hemmen die Osteoklasten, behandeln aber wie die Operationen nicht die kausale Ursache der Erkrankung. Eingriffe am Achsskelett, wie Achskorrekturen und Stabilisierungen mit Marknägeln bergen einige Risiken. Bei Befall des Schädelknochens kann die Schutzfunktion desselben beeinträchtigt sein. Eine neurochirurgische Operation mit Exzision der Läsion im Gesunden und anschließender Rekonstruktion mit Kunstmaterialien (Titan oder Kunstmaterial wie PEEK, PMMA) kann entgegen den Eingriffen am Achsskelett ein risikoarmer und erfolgversprechender Therapieansatz sein.

## Fibröse Dysplasie beim Neandertaler
An einem Abri am Hušnjakovo Berg in Krapina, Kroatien wurde bei einem vor über 120.000 Jahren verstorbenen Neandertaler aus dem Zeitalter des Moustérien ein Fragment einer linken Rippe mit Fibröser Dysplasie gefunden. Vermutlich handelt es sich um eine Rippe aus dem Bereich des 3. bis 6. Rippenbogens.